# Капшинский
Капшинский — посёлок в Ганьковском сельском поселении Тихвинского района Ленинградской области.

## История
Посёлок Капшинский учитывается областными административными данными в Ерёминогорском сельсовете Капшинского района с 1 января 1954 года.
В 1956 году население посёлка составляло 347 человек.
В 1958 году население посёлка составляло 307 человек.
С 1963 года в составе Тихвинского района.
По данным 1966, 1973 и 1990 годов посёлок Капшинский также входил в состав Ерёминогорского сельсовета.
В 1997 году в посёлке Капшинский Ерёминогорской волости проживали 75 человек, в 2002 году — 52 человека (русские — 94 %).
В 2007 году в посёлке Капшинский Ганьковского СП проживали 49 человек, в 2010 году — 23.

## География
Посёлок расположен в северной части района близ автодороги 41А-009 (Лодейное Поле — Тихвин — Чудово).
Расстояние до административного центра поселения — 17 км.
Расстояние до ближайшей железнодорожной станции Тихвин — 62 км.
Посёлок находится на правом берегу реки Капша.

## Демография
| 2007 | 2010 | 2017 |
| ---- | ---- | ---- |
| 49   | ↘23  | ↗40  |

### Национальный состав
Согласно данным Всероссийской переписи населения 2021 года в посёлке проживал 21 человек, все русские.

## Улицы
Лесная, Пляжная, Поселковая, Центральная.